# Крестова-Голубцова, Людмила Васильевна
Людмила Васильевна Крестова-Голубцова (21 декабря 1892, Москва — 12 февраля 1978, Москва) — российский советский литературовед, сотрудник Румянцевского музея, преподаватель Московского индустриально-педагогического института имени Карла Либкнехта, специалист по истории русской литературы XVII—XIX вв.

## Биография
Родилась в семье Василия Константиновича Крестова, инспектора высшего начального городского училища.
В 1914 году окончила историко-филологический факультет Московского университета. В университете познакомилась с будущим мужем, С. А. Голубцовым. В 1919—1921 годах была научным сотрудником Румянцевского музея. Участвовала в заседаниях организованного И. Н. Розановым Фетовского кружка, возрожденного в 1919 году. Работала в школе, преподавала русскую литературу в старших классах. В той же школе ее муж С. А. Голубцов преподавал историю. В 1924—1959 годах преподавала историю русской литературы в московских вузах. В 30-е годы была сотрудницей «Звеньев», сборников материалов и документов по истории литературы, искусства и общественной мысли XIX века, выходивших с 1932 года под редакцией В. Бонч-Бруевича, в то время директора Литературного музея. Последний помог решить семье Крестовой жилищный вопрос, написав письмо в прокуратуру об аварийном состоянии дома, в котором та жила.
Работала в Московском индустриально-педагогическом институте им. К. Либкнехта.
В 1941 году эвакуировалась на Алтай в город Ойрот-Тура вместе с семьей и институтом. В эвакуации скончался ее отец В. К. Крестов. Дружила и соседствовала с Верой Дмитриевной Кузьминой. Покровительствовала А. А. Тахо-Годи, после возвращения в Москву руководила ее дипломной работой «И. С. Тургенев во французской критике» и аспирантский работой «Миф о Лаодамии в русской поэзии (И. Анненский, Валерий Брюсов, Ф. Сологуб)».
Похоронена в Москве на Введенском кладбище, в семейно-родственной могиле на участке 22.

## Семья
- Муж — Сергей Александрович Голубцов (1893—1930), историк, архивист Государственного архива РСФСР.
- Дочь — Елена Сергеевна Голубцова (1921—1998), д.и.н., историк-антиковед.
- Сын — Вадим Сергеевич Голубцов, к.и.н., доцент кафедры источниковедения истории советского общества МГУ.

## Научная деятельность
Первые работы были опубликованы в 1923 году.
Работы посвящены творчеству Н. И. Новикова, Н. М. Карамзина, А. С. Пушкина, Н. В. Гоголя, И. С. Тургенева, А. И. Герцена, общим проблемам литературного процесса XVII — начала XIX вв. Крестовой были написаны развернутые комментарии к «Ревизору» Н. В. Гоголя, изданные отдельной книгой вместе с полным текстом пьесы.
В 1929 году Крестовой была подготовлена и издана книга «Смирнова А. О. Записки, дневник, воспоминания, письма», в которую вошли ее статьи и примечания. Биографию А. О. Россет-Смирновой в 1924 году готовила Мария Александровна Голубцова, сестра мужа Л. В. Крестовой-Голубцовой. Она умерла от туберкулеза в 1925 году. По настоянию академика М. Н. Сперанского книга была закончена Л. В. Крестовой. Вопрос о подлинности записок А. О. Смирновой встал в конце XIX в., после публикации «Записок» ее дочерью О. Н. Смирновой. Ознакомившись с архивом Смирновой, Л. В. Крестова отметила два цикла тетрадей и опубликовала так называемый «Баденский роман». В итоге ей была доказана частичная неподлинность этой публикации. Дочь, О. Н. Смирнова, приукрасила записки матери при первой публикации.

## Основные работы
- А. О. Смирнова. Биографический очерк // Смирнова А. О., Записки, дневник, воспоминания, письма. М.: Федерация, 1929. 448 с.
- Зрители первых представлений «Ревизора». М.: Индустриально-педагогич. ин-т. им. К. Либкнехта, 1929. 23 с.
- Комментарий к комедии Н. В. Гоголя «Ревизор», М., 1933. 135 с.
- И. С. Тургенев в работе над «Затишьем» // И. С. Тургенев, М., 1940.
- К истории текста повести Герцена «Сорока-воровка» // Литературное наследство. Т. 41-42. М., 1941.
- Традиции русской демократической сатиры в журнальной прозе Н. И. Новикова // Труды ОДРЛ. 1958. Т. 14.
- Отражение формирования русской нации в русской литературе и публицистике первой пол. XVIII в. // Вопросы формирования русской народности и нации, М., Л., 1958.
- Древнерусская повесть как один из источников повестей Н. М. Карамзина // Исследования и материалы по древнерусской литературе, М., 1961.
- Почему Пушкин называл себя «русским Данжо?» // Пушкин. Исследования и материалы. Т. 4. М., Л., 1962.
- Иоиль Быковский, проповедник, издатель «Истины» и первый владелец рукописи «Слова о полку Игореве» // Исследования и материалы по древнерусской литературе: Древнерусская литература и ее связи с новым временем. М., 1967. С. 25-48. (соавт. В. Д. Кузьмина)